# Megradina
Megradina is een geslacht van rechtvleugeligen uit de familie Pyrgomorphidae. De wetenschappelijke naam van dit geslacht is voor het eerst geldig gepubliceerd in 2004 door Storozhenko.

## Soorten
Het geslacht Megradina  is monotypisch en omvat slechts de volgende soort:
- Megradina festiva (Storozhenko, 2004)